# Singet dem Herrn ein neues Lied, BWV 225

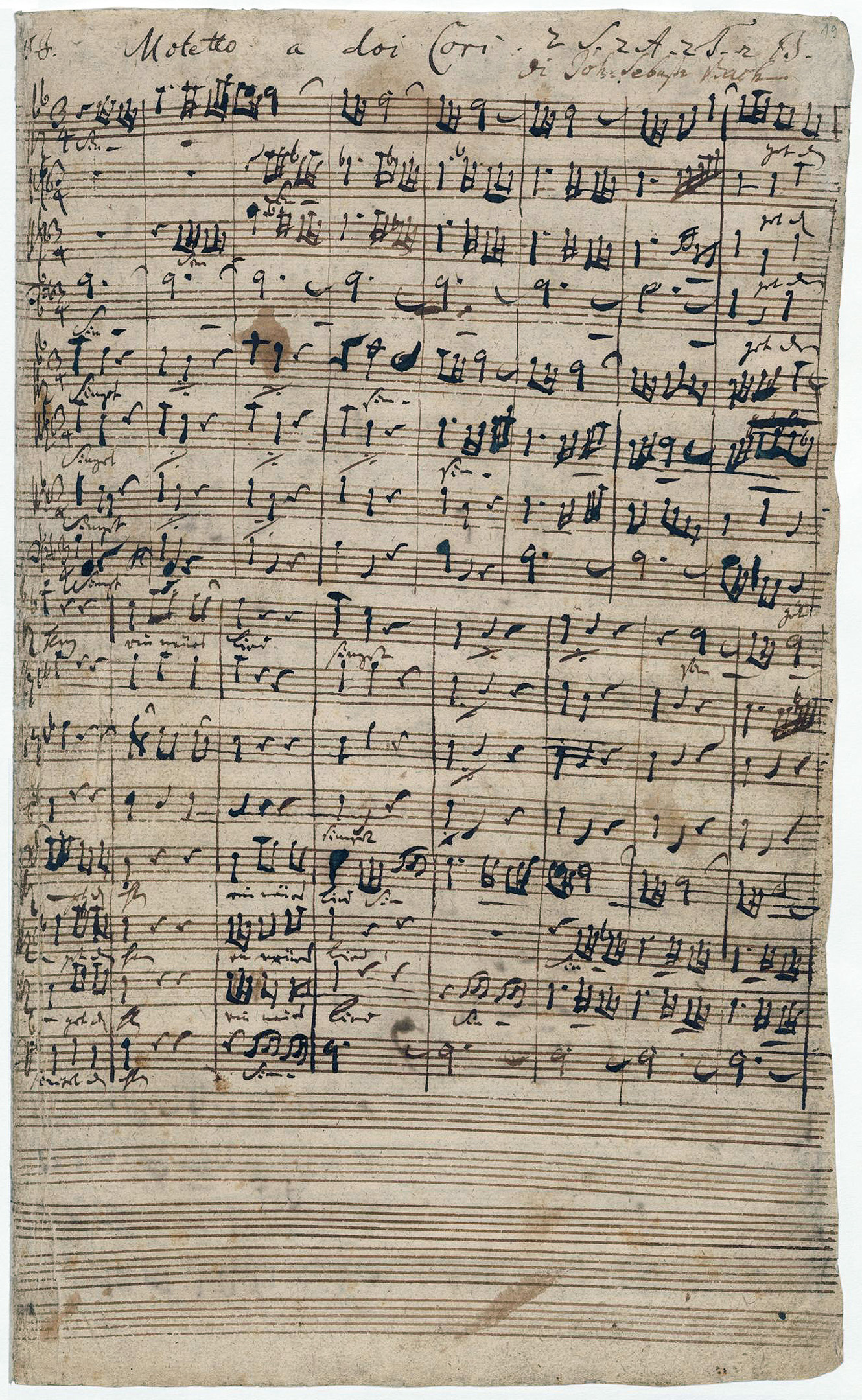
Manuscrito del comienzo de Singet dem Herrn ein neues Lied, BWV 225.

Singet dem Herrn ein neues Lied, BWV 225 (en español, Canta al señor una nueva canción) es un motete de Johann Sebastian Bach. Se representó por primera vez en Leipzig alrededor de (probablemente) 1727. El texto del motete de tres movimientos está en alemán y proviene del Salmo 149 para su primer movimiento (Salmos 149: 1-3), la tercera estancia de «Nun lob, mein Seel, den Herren», un himno de 1530 de Johann Gramann, y del Salmo 103 para el segundo movimiento, y del Salmo 150 para su tercer movimiento (Salmos 150: 2,6).
El motete se describe como un coro doble (en otras palabras, ocho voces divididas en dos coros de cuatro partes). Pudo componerlo para proporcionar ejercicios corales para sus estudiantes en la Thomasschule. Habría adecuado el texto bíblico del motete para ese propósito. La fuga final de cuatro partes se titula «Alles was Odem hat» («Todos los que tienen voz, alaben al Señor»).
Robert Marshall escribe que es «cierto» que Wolfgang Amadeus Mozart escuchó este motete cuando visitó la Thomasschule de Leipzig en 1789. Johann Friedrich Rochlitz, quien se graduó de la Thomasschule y permaneció en Leipzig para estudiar teología en 1789, informó diez años después que Johann Friedrich Doles (un alumno de Bach, que hasta 1789 era cantor de la Thomasschule y director del Thomanerchor) «sorprendió a Mozart con una interpretación del motete doble coro Singet dem Herrn ein neues Lied de Sebastian Bach ... le dijeron que la escuela poseía una colección completa de sus motetes y los conservaba como una especie de reliquia sagrada. "¡Ese es el espíritu! ¡Está bien!" [Mozart] lloró. ¡A verlos! Sin embargo, no había partituras ... así que le dieron las partes y ... se sentó con las partes a su alrededor». Rochlitz también informa que Mozart solicitó una copia y «la valoró mucho».